# ガッリエヌス
プブリウス・リキニウス・エグナティウス・ガッリエヌス（ラテン語: Publius Licinius Egnatius Gallienus, 218年頃 - 268年）は、軍人皇帝時代のローマ帝国の皇帝（共同皇帝としての在位：253年 - 260年、単独では260年 - 268年）。父親のウァレリアヌスと共に、エトルリアの血を引いていたという。

## 生涯
253年に父ウァレリアヌスと共に共同皇帝として即位し、ウァレリアヌスは帝国東部の戦線を、ガッリエヌスは帝国西部の戦線を担当することになった。
256年、サーサーン朝（ペルシア）のシャープール1世が、ローマ帝国領カッパドキアに侵攻。ウァレリアヌス率いるローマ軍は、259年にシリア属州のアンティオキアに到着する。ここを前線基地として、ペルシアとの戦いが開始された。ところが、父である皇帝ウァレリアヌスが260年にエデッサの戦いに敗れてペルシアに捕らえられたことにより、共同皇帝から単独皇帝に登位した。
しかし、ローマ皇帝が捕虜されたことはローマ帝国の権威を失墜させ、ガッリエヌスの息子プブリウス・リキニウス・コルネリウス・サロニヌスを殺害したマルクス・カッシアニウス・ラティニウス・ポストゥムスはローマ帝国内にガリア帝国を建国して皇帝を僭称した。
東方属州でもティトゥス・フルウィウス・マクリアヌスらが皇帝を僭称した。一方、ガッリエヌスは当時通商都市の一つであったパルミラの実力者・セプティミウス・オダエナトゥスと結び、オダエナトゥスは軍隊を率いてペルシア軍の宿営地、アンティオキアに夜襲をかけてペルシア軍を敗走させ、エメサ（現：ホムス）で皇帝を僭称していたティトゥス・フルウィウス・ユニウス・クィエトゥスを討ち果たした。
しかし、帝国の権威失墜によりゴート族をはじめとする蛮族による帝国侵入も激しくなる。また、オダエナトゥスはローマのために、さらに小アジアのゴート族を討伐に出かけてそれに成功して帰還したが、甥のマエオニウス（Maeonius）との諍いから、宴会の最中、彼に暗殺されてしまった。オダエナトゥスの妻・ゼノビアがマエオニウスを処刑し、幼少の息子ウァバッラトゥスを後継者に据えてパルミラの実権を握ると、ゼノビアは今までのパルミラの方針を転換し、公然とローマに反旗を翻した。こうしてローマ帝国は、ガリア帝国・パルミラ帝国による帝国三分割を許してしまう。
この事態に応じて、皇帝ガッリエヌスは精力的に軍力強化を繰り出し、蛮族対策のために全国各地の騎士階級から登用した騎兵部隊を軍の主力としたことにより、ローマ軍、ひいてはローマ市民層の変質をもたらした。それにもかかわらず、ガリアとパルミラの分離政権に続き、アエギュプトスのムッシウス・アエミリアヌスやアカエアのテッサロニクス、パンノニアのアウレオルスなど地方にて皇帝を僭称する者達は相次いた。ローマ帝国の歴史においても屈指の国難の中、ガッリエヌスは奮闘に奮闘を重ねたが結果が伴わず、269年にある反乱平定の最中に近衛軍団の裏切りに遭い、一族郎党もろとも殺害された（なお、後継皇帝クラウディウス・ゴティクスによる陰謀とする説もある）。父との共同統治時代から数えると在位期間は15年、単独での統治でも8年という、軍人皇帝時代においては最も長い治世の末の事だった。
ガッリエヌスは当時の国難に対処するために上述の他にも下記のような対策を重ねたが、結果、危機はますます深刻化した。
その1つがライン川とドナウ川防衛線を繋げていたリメス・ゲルマニクス（ゲルマニア防壁）の放棄である。当時防壁内に入り込んでいたアラマンニ族にその内部での居住を許し、その防衛を請け負わせようとした。そのために居住内建設資金という名目で、年貢金を支払うことまで受け入れた。当初は蛮族の侵入を阻止出来たものの、防壁の喪失はのちの時代に深く影響することになる。
また1つに、軍人と文官のキャリアを分離したことがある。元老院階級を筆頭とするエリート層に武官と文官との両方を経験させることで、総合的な視野と能力を有する人材を育成するというローマの伝統を失わせる結果となったといわれる。しかし、この文武の分離と、元老院階級の代わりに騎士階級の者たちを登用したと言う「ガリエヌス勅令」はそもそもの有無や、その実態をめぐって激しい論争がある（後述）。
彼はいくつかの詩も残しており、また哲学にも関心を抱き、哲学者プロティノスとも交流があった。

## 文武官の分離と歴史的意義
先行の研究者たちは、ローマ帝国の政治体制変容の指標として着目したのは「騎士階級の興隆」であり、ガリエヌス勅令は、これに決定的役割を果たしたと見做された。しかし、この記事は、4世紀の元老院議員で史家アウレリウス・ウィクトルの『皇帝史』にしか見えず、この『皇帝史』の史料的価値は低い事から、存在そのものが疑わしい。また、騎士身分者達の元老院身分官職への進出は、前帝のウァレリアヌス時代から始まっており、しかもその登用者は財務に明るい者が大半を占めた帝政期と異なり、大半は軍人が任命されている。
ウァレリアヌス帝時代を境に、皇帝は帝国防衛のためローマ市から離れ、軍隊と共に戦線近くの戦略的重要都市に常駐するようになっていった。この為、ローマ市に集まっている元老院議員との関係が希薄化し、反対に皇帝と軍人の間に密接な関係が生まれ、彼らの圧力かあるいは軍事的要請に従って、軍人層の台頭が促された。政治と軍事の分離は、こうした統治構造の変化が引き起こした現象であり、後のイリュリア出身皇帝の出現を準備する歴史的要因となったと考えられる。